# Criterio de testimonio múltiple

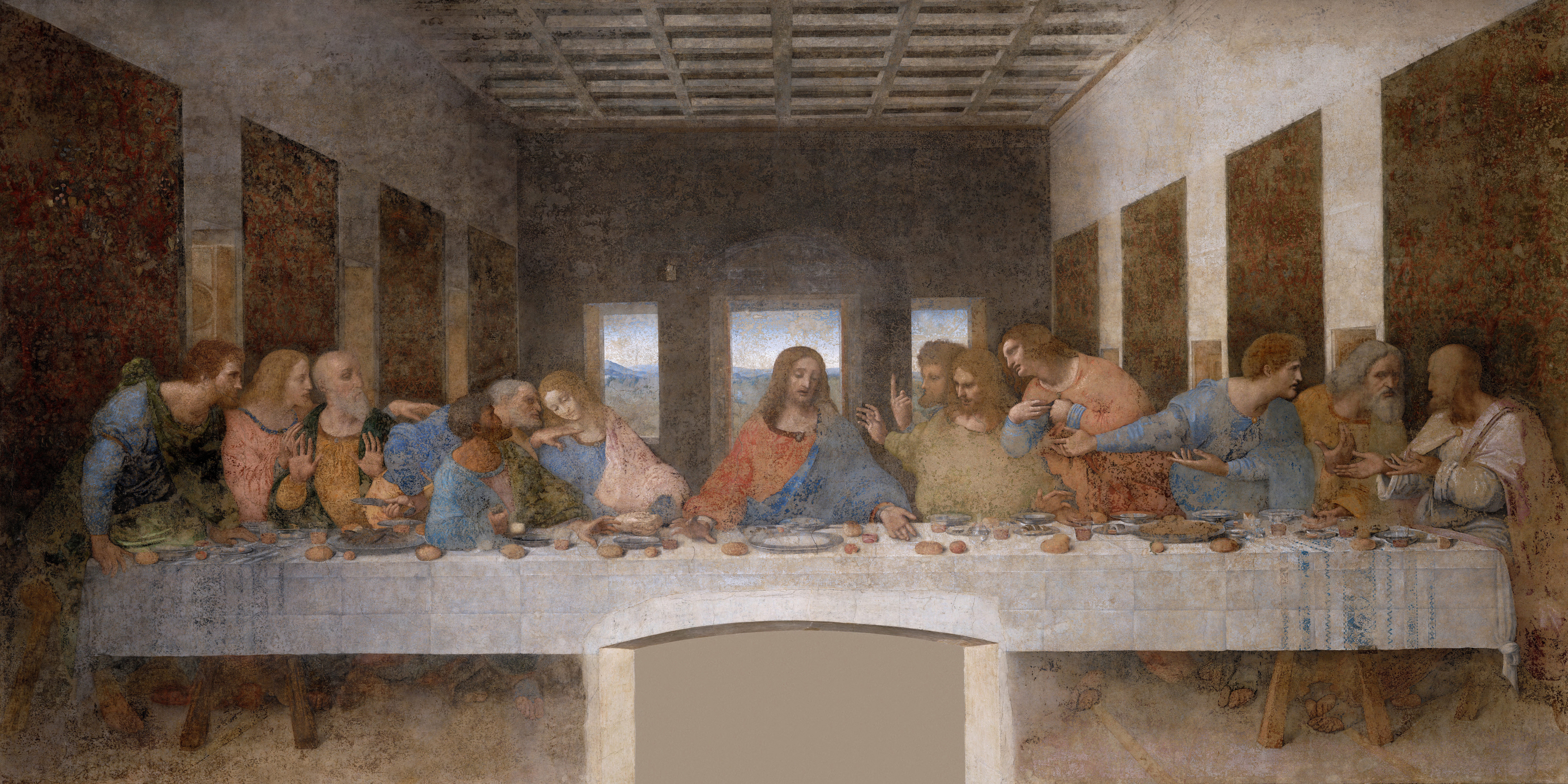
La Última Cena (representada en este cuadro de Leonardo Da Vinci) es un relato apoyado por el criterio de testimonio múltiple

El criterio de testimonio múltiple o criterio de atestación múltiple es una herramienta utilizada por los estudiosos de la Biblia para ayudar a determinar si ciertas acciones o dichos de Jesús en el Nuevo Testamento son del Jesús histórico. En pocas palabras, mientras más testigos independientes informen de un evento, más credibilidad histórica tiene. 
Este criterio fue desarrollado por primera vez por F. C. Burkitt en 1906, al final de la primera búsqueda del Jesús histórico.

## Descripción

Visualización de la hipótesis de los cuatro documentos. Para que una tradición esté atestiguada de forma múltiple e independiente, no basta con que aparezca en dos o tres de los Evangelios sinópticos. Tiene que estar atestiguada en una combinación de al menos dos de los Marcan, Q, M, o L materiales fuente. De lo contrario, se requiere una fuente no sinóptica para corroborar una tradición encontrada en los sinópticos.

Los evangelios no siempre son independientes entre sí. Mateo y Lucas, por ejemplo, dependen probablemente de Marcos. El criterio de atestación múltiple se centra en los dichos o hechos de Jesús que están atestiguados en más de una fuente literaria independiente como Mark, Paul, Q, M, L, John, Josefo, o Thomas. : 15  La fuerza de este criterio aumenta si un motivo o tema dado se encuentra también en diferentes formas literarias como parábolas, historias de disputas, historias de milagros, profecías y/o aforismos.: 15 
Entre las fuentes potencialmente fiables que los eruditos han considerado independientes entre sí a efectos de este criterio se incluyen:{rp|at=9:12}}
- Pablo de 7 indiscutibles epístolas
- Fuente Q
- Evangelio de Marcos
- Fuente M (tradición matteana especial)
- Fuente L (tradición lucana especial)
- Evangelio de Juan
- Testimonio flaviano
- (copto) Evangelio de Tomás (discutido por algunos{rp|175}})
- Evangelio de Pedro (posiblemente; se debate su independencia de los Evangelios canónicos[8]: 25:01 )
- Cristo según Tácito[8]: 25:01

## Ejemplos de su uso
Los evangelios no siempre son independientes el uno del otro. Los autores de los evangelios de Mateo y de Lucas, por ejemplo, probablemente tenían el evangelio de Marcos colocado justo en frente mientras estaban escribiendo. El criterio de testimonio múltiple se aplica a los dichos o hechos de Jesús testificados en más de una fuente literaria independiente, como el apóstol Pablo, Josefo, Q y/o el Evangelio de los hebreos. La fuerza de este criterio aumenta si una idea o tema dado también se encuentran en diferentes formas literarias, tales como parábolas, historias de litigios, relatos de milagros, profecías y/o aforismos.
El testimonio múltiple tiene cierto tipo de objetividad. Dada la independencia de las fuentes, la satisfacción del criterio hace que sea más difícil sostener que cierto relato es una invención de la Iglesia. Sin embargo, este criterio, no obstante útil, es típicamente uno de una serie de criterios, tales como el criterio de la discontinuidad y el criterio de dificultad, junto con el método histórico.
Por ejemplo, la idea del «Reino de Dios» aparece en «Marcos, Q, el Evangelio de los hebreos, la tradición especial lucana, y Juan, con ecos de Pablo, a pesar del hecho de que el "Reino de Dios" no es la manera preferida de hablar de Pablo». También aparece en una variedad de géneros literarios. Las palabras atribuidas a Jesús sobre el pan y el vino en la Última Cena (que se encuentra en Marcos, Pablo, la Didajé y posiblemente en Juan) y sobre el divorcio (que se encuentra en Marcos y Pablo) son ejemplos de dichos que tienen un testimonio múltiple. Un ejemplo de evento que posee múltiple atestiguación es la reunión de Jesús con Juan el Bautista (que se encuentra en Marcos y Juan).

## Limitaciones
Este criterio no se puede utilizar para fuentes que no sean independientes. Por ejemplo, un dicho que se reproduce en los tres evangelios sinópticos podría provenir de una única fuente. Según la hipótesis de las dos fuentes, tanto los autores del evangelio de Mateo y como los del Lucas usaron el evangelio de Marcos en sus escritos; por lo tanto, el material de triple tradición representa solamente una única fuente, Marcos. (La hipótesis agustiniana postula que Marcos y Lucas utilizaron Mateo, por lo que una vez más el material de triple tradición se habría originado en una única fuente). Otra limitación es que algunos dichos o hechos atribuidos a Jesús pudieron haberse originado en las primeras comunidades cristianas lo suficientemente temprano dentro de la tradición para ser atestiguados por varias fuentes independientes, por lo que podrían no representar dichos o hechos del Jesús histórico. Por último, hay algunos dichos o hechos de Jesús que sólo aparecen en una forma o fuente considerada históricamente probables por los eruditos. El testimonio múltiple no siempre es un requisito para la historicidad, ni es suficiente para determinar precisión por sí mismo.
Este criterio es uno de una serie de factores que han sido desarrollados por los estudiosos para evaluar si una tradición es probable que sea histórica; Stanley E. Porter diferenció los criterios ampliamente reconocidos, como con la disimilitud, la coherencia, la atestación múltiple, menor distintividad y antecedentes lingüísticos del arameo. Porter sugiere tres criterios nuevos en la búsqueda de las palabras del Jesús histórico, que aún no han encontrado una amplia aceptación: un criterio de lengua griega, de la variación textual griega y de «características del discurso» en desacuerdo con el estilo habitual del texto.
Sobre el criterio de testimonio múltiple Porter señala (expresado anteriormente), que las atestaciones múltiples identifican ideas comunes en lugar de una redacción absoluta, y se refieren solamente a la independencia de los documentos y no a su fiabilidad.